# Procambarus econfinae
Procambarus econfinae är en sötvattenlevande kräfta som lever endemiskt i USA.